# Biała Piska (gmina)
Biała Piska – gmina miejsko-wiejska w województwie warmińsko-mazurskim, w powiecie piskim. W latach 1975–1998 gmina położona była w województwie suwalskim.
Siedziba gminy to Biała Piska.
Według danych z 30 czerwca 2004 gminę zamieszkiwało 12 287 osób. Natomiast według danych z 31 grudnia 2019 roku gminę zamieszkiwało 11 622 osób.

## Struktura powierzchni
Według danych z roku 2002 gmina Biała Piska ma obszar 420,14 km², w tym:
- użytki rolne: 50%
- użytki leśne: 40%

Gmina stanowi 23,65% powierzchni powiatu.

## Demografia

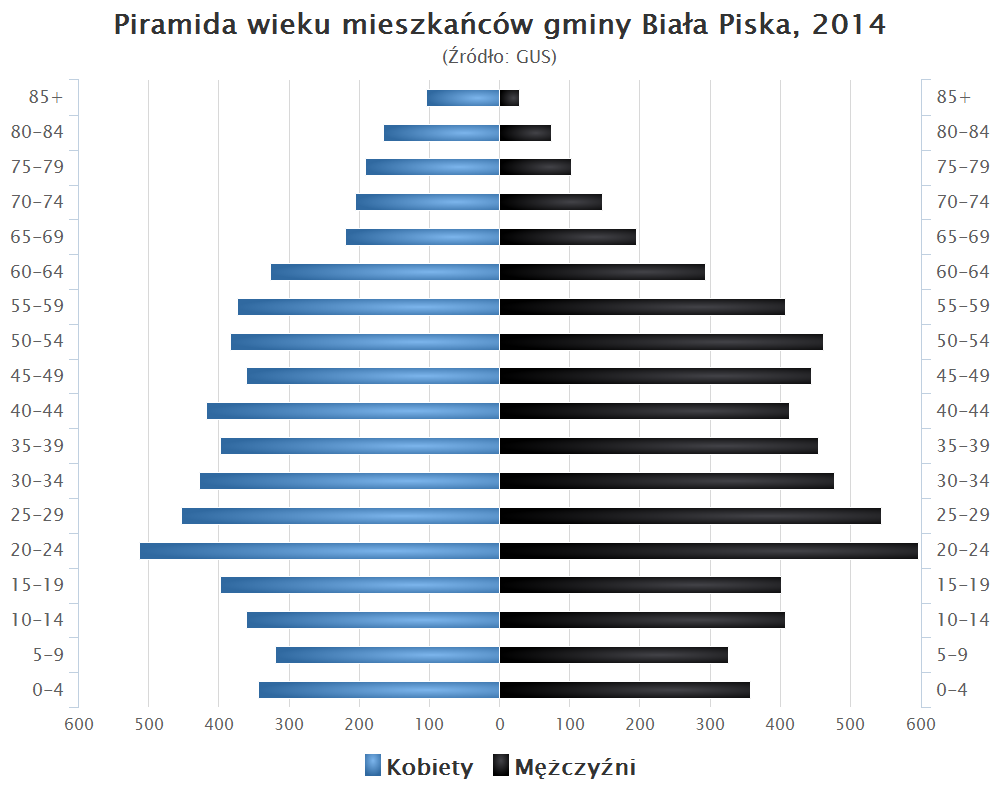
Piramida wieku mieszkańców gminy Biała Piska w 2014 roku

Dane z 30 czerwca 2004:
| Opis                              | Ogółem | Ogółem | Kobiety | Kobiety | Mężczyźni | Mężczyźni |
| --------------------------------- | ------ | ------ | ------- | ------- | --------- | --------- |
| Jednostka                         | osób   | %      | osób    | %       | osób      | %         |
| Populacja                         | 12 287 | 100    | 6009    | 48,9    | 6278      | 51,1      |
| Gęstość zaludnienia [mieszk./km²] | 29,2   | 29,2   | 14,3    | 14,3    | 14,9      | 14,9      |

## Ochrona przyrody

### Obszary Chronionego Krajobrazu
W granicach gminy położone są:
- Obszar Chronionego Krajobrazu Wzgórz Dybowskich
- Obszar Chronionego Krajobrazu Jezior Orzyckich
- Obszar Chronionego Krajobrazu Puszczy i Jezior Piskich[5]

### Obszary NATURA 2000
W gminie zlokalizowany jest obszar Natura 2000:
- Ostoja Poligon Orzysz (PLB280014) OSO[5].

### Użytki ekologiczne
W gminie Biała Piska jest zarejestrowany użytek ekologiczny Ostoje ptasie nad jeziorem Zdedy.

### Pomniki przyrody
Na obszarze gminy są zlokalizowane następujące pomniki przyrody:
| Lp. | Nr ew. | Lokalizacja | Forma             | Nazwa                                                                                | Obwody przy powołaniu [cm]    | Akt prawny                                                |
| 1.  | 126    | leśnictw Karpiny oddz. 85c                                                                                                   | grupa drzew       | 5 lip drobnolistnych                                                                 | od 285 do 423                 | RLB 16/125/52                                             |
| 2.  | 133    | Komorowo | grupa drzew       | 3 dęby szypułkowe jesion wyniosły                                                    | 370, 340, 270 400             | RLLŚ-83/1/69                                              |
| 3.  | 228    | Drygały w pobliżu kościoła                                                                                                   | aleja przydrożna  | topola kanadyjska odm. Rudustra 11 dębów szypułkowych                                | od 182 do 360                 | Zarz. Nr 12/80 Woj. Suwalskiego z 12.03.1980 r.           |
| 4.  | 229    | Drygały | pojedyncze drzewo | grab pospolity                                                                       | 288                           | Zarz. Nr 12/80 Woj. Suwalskiego z 12.03.1980 r.           |
| 5.  | 508    | Drygały ul. Kolejowa | pojedyncze drzewo | kasztanowiec zwyczajny                                                               | 243                           | Rozp Nr 222/98 Woj. Suwalskiego z 14.12.1998 r.           |
| 6.  | 509    | Drygały róg ul. Kościuszki i Targowej                                                                                        | pojedyncze drzewo | kasztanowiec zwyczajny                                                               | 238                           | Rozp Nr 222/98 Woj. Suwalskiego z 14.12.1998 r.           |
| 7.  | 613    | Drygały 40 m od stacji PKP                                                                                                   | pojedyncze drzewo | kasztanowiec zwyczajny                                                               | 230                           | Rozp Nr 222/98 Woj. Suwalskiego z 14.12.1998 r.           |
| 8.  | 614    | Drygały ul. Szkolna 2, przed budynkiem szkoły                                                                                | pojedyncze drzewa | sosna wejmutka                                                                       | 195                           | Rozp Nr 222/98 Woj. Suwalskiego z 14.12.1998 r.           |
| 9.  | 617    | Drygały za budynkiem szkoły                                                                                                  | pojedyncze drzewo | klon zwyczajny                                                                       | 366                           | Rozp Nr 222/98 Woj. Suwalskiego z 14.12.1998 r.           |
| 10. | 618    | Drygały po wschodniej stronie budynku szkoły                                                                                 | pojedyncze drzewo | dąb czerwony                                                                         | 272                           | Rozp Nr 222/98 Woj. Suwalskiego z 14.12.1998 r.           |
| 11. | 619    | Drygały po zachodniej stronie budynku szkoły                                                                                 | pojedyncze drzewo | dąb czerwony                                                                         | 223                           | Rozp Nr 222/98 Woj. Suwalskiego z 14.12.1998 r.           |
| 12. | 620    | Komorowo na rozwidleniu dróg                                                                                                 | pojedyncze drzewo | dąb szypułkowy                                                                       | 335                           | Rozp Nr 222/98 Woj. Suwalskiego z 14.12.1998 r.           |
| 13. | 621    | Komorowo w lesie liściastym, 150 m od magazynu nawozowego                                                                    | pojedyncze drzewo | dąb szypułkowy                                                                       | 350                           | Rozp Nr 222/98 Woj. Suwalskiego z 14.12.1998 r.           |
| 14. | 622    | leśnictwo Ruda oddz. 675c były poligon                                                                                       | pojedyncze drzewo | sosna zwyczajna                                                                      | 395                           | Dz. Urz. Woj. Warm-Maz. Nr 177, poz. 2598 z 18.11.2008 r. |
| 15. | 623    | leśnictwo Ruda oddz. 675h były poligon                                                                                       | pojedyncze drzewo | dąb szypułkowy                                                                       | 370                           | Dz. Urz. Woj. Warm-Maz. Nr 177, poz. 2598 z 18.11.2008 r. |
| 16. | 624    | leśnictwo Nitki oddz. 526l były poligon, na terenie ruin wsi Kozłówek                                                        | pojedyncze drzewo | dwupienny dąb szypułkowy                                                             | 320/320                       | Dz. Urz. Woj. Warm-Maz. Nr 177, poz. 2598 z 18.11.2008 r. |
| 17. | 625    | leśnictwo Nitki oddz. 588d były poligon, przy drodze do ruin wsi Kozłówek                                                    | pojedyncze drzewo | brzoza brodawkowata                                                                  | 245                           | Dz. Urz. Woj. Warm-Maz. Nr 177, poz. 2598 z 18.11.2008 r. |
| 18. | 626    | leśnictwo Nitki oddz. 611, 612, 655, 656                                                                                     | aleja śródleśna   | jaworowo-lipowa                                                                      | łącznie 52 szt.               | Dz. Urz. Woj. Warm-Maz. Nr 177, poz. 2598 z 18.11.2008 r. |
| 19. | 627    | leśnictwo Monety oddz. 486a                                                                                                  | pojedyncze drzewo | jedlica zielona                                                                      | 310                           | Dz. Urz. Woj. Warm-Maz. Nr 177, poz. 2598 z 18.11.2008 r. |
| 20. | 628    | leśnictwo Biała Góra oddz. 554l były poligon, przy drodze Ruda-Pilchy                                                        | pojedyncze drzewo | wiąz szypułkowy                                                                      | 250                           | Dz. Urz. Woj. Warm-Maz. Nr 177, poz. 2598 z 18.11.2008 r. |
| 21. | 630    | leśnictwo Kaliszki oddz. 396a przy drodze Pisz-Biała Piska, 25 m od osady Kolonia Kawałek                                    | grupa drzew       | buk pospolity kasztanowiec zwyczajny dąb szypułkowy lipa drobnolistna klon pospolity | 320 260 315 150 228           | Dz. Urz. Woj. Warm-Maz. Nr 177, poz. 2598 z 18.11.2008 r. |
| 22. | 631    | leśnictwo Lisy oddz. 138b 200 m przy posesji leśniczówki leśnictwo Borowe i Ruda przy wjeździe od drogi wiejskiej wsi Myszki | aleja śródleśna   | lipa drobnolistna lipa szerokolistna lipa krymska                                    | od 110 do 325 łącznie 33 szt. | Dz. Urz. Woj. Warm-Maz. Nr 177, poz. 2598 z 18.11.2008 r. |

## Historia
Pierwsza osada została założona w 1482 roku nad strumieniem Gayle („Gayle” z języka pruskiego „biały”). W XIV wieku Białą i okolice zasiedlili polscy osadnicy, głównie Mazowszanie. Rozwój swój Biała zawdzięczała dogodnemu położeniu na szlaku handlowym. Zasłynęła głównie z dużych jarmarków bydła. 26 marca 1722 roku w Królewcu Fryderyk Wilhelm I, król pruski, nadał osadzie Bialla prawa miejskie. Biała Piska liczyła wówczas 600 mieszkańców.

## Zabytki
Biała Piska posiada zabytki architektury i budownictwa. Do najważniejszych należą: wieża ciśnień, budynek stacji kolejowej z przełomu XIX i XX w. i kościół parafialny pw.  świętego Andrzeja Boboli  z lat 1756–1763 (wieża z 1832 roku), według projektu sławnego architekta, Karola Fryderyka Schinkla.

## Sąsiednie gminy
Ełk, Grabowo, Kolno, Orzysz, Pisz, Prostki, Szczuczyn